# من در نیرنگ میامی‌ای هستم
«من در نیرنگ میامی‌ای هستم» تک‌آهنگی از گروه موسیقی موسیقی هیپ هاپ ال‌ام‌اف‌ای‌او است.